# 트워킹

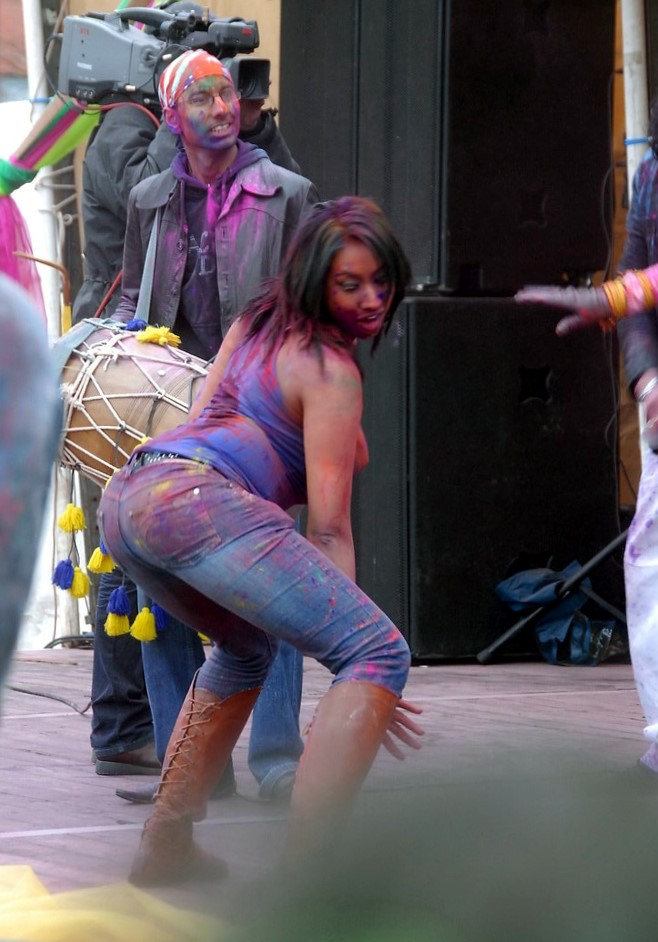
트워킹을 하는 여자

트워킹(영어: Twerking)은 1980년대 후반 뉴올리언스에서 생겨난 음악 맞춰 추는 엉덩이 춤의 일종이다. 쪼그리고 앉는 자세로 엉덩이를 흔든다.
2005년 허리케인 카트리나 이후로 급격히 유행을 탔다. 춤의 특성상 둔부를 지속적으로 강조할 수밖에 없으며  성적 매력이 상당히 강하고 특히 엉덩이와 허벅지 등 하체를 흔들기 때문에 체내사정하고 비슷하게  움직인다는것이 특징이라서 청소년 불가 영상으로 있다.
- 스
- 스쿠흔들기 때문에

1. ↑  “Twerk: Definition of Twerk in Oxford Dictionary - American English (US)”. 《Oxford English Dictionary》. Oxford University Press. 2016년 8월 8일에 원본 문서에서 보존된 문서. 2013년 12월 11일에 확인함.
2. ↑  Matt, Miller (2008). “Dirty Decade: Rap Music and the US South, 1997–2007”. 《Southern Spaces》 2008. doi:10.18737/M78P5T.